# Rue Perchepinte
La rue Perchepinte (en occitan : carrièra de la Pèrga Pintada) est une voie de Toulouse, chef-lieu de la région Occitanie, dans le Midi de la France.

## Situation et accès

### Description
La rue Perchepinte est une voie publique. Elle se situe au cœur du quartier Saint-Étienne, dans le secteur 1 - Centre.
Elle est longue de 143 mètres. Elle naît de la place Perchepinte, carrefour élargi de plusieurs rues, la rue Espinasse au sud-est, la grande-rue Nazareth au sud-ouest, la rue de la Pleau à l'ouest et la rue Mage au nord-ouest. Son tracé est la continuation de la Grande-rue Nazareth et son parcours presque rectiligne, est orienté au nord-est. Elle donne naissance à deux rues, les rues Vélane et Neuve, avant de s'élargir pour former un autre carrefour, connu comme la place Saintes-Scarbes. Elle est prolongée au nord par la rue Pierre-de-Fermat, qui se termine devant la cathédrale Saint-Étienne, sur la place du même nom.
La chaussée compte une seule voie de circulation automobile en sens unique, de la grande-rue Nazareth vers la place Saintes-Scarbes. Elle est définie comme une zone de rencontre et la vitesse y est limitée à 20 km/h. Il n'existe en revanche pas de bande, ni de piste cyclable, quoiqu'elle soit à double-sens cyclable.

### Voies rencontrées
La rue Perchepinte rencontre les voies suivantes, dans l'ordre des numéros croissants (« g » indique que la rue se situe à gauche, « d » à droite) :
1. Rue Espinasse (d)
2. Rue de la Pleau (g)
3. Rue Mage (g)
4. Rue Vélane (d)
5. Rue Neuve (d)
6. Place Saintes-Scarbes

## Odonymie

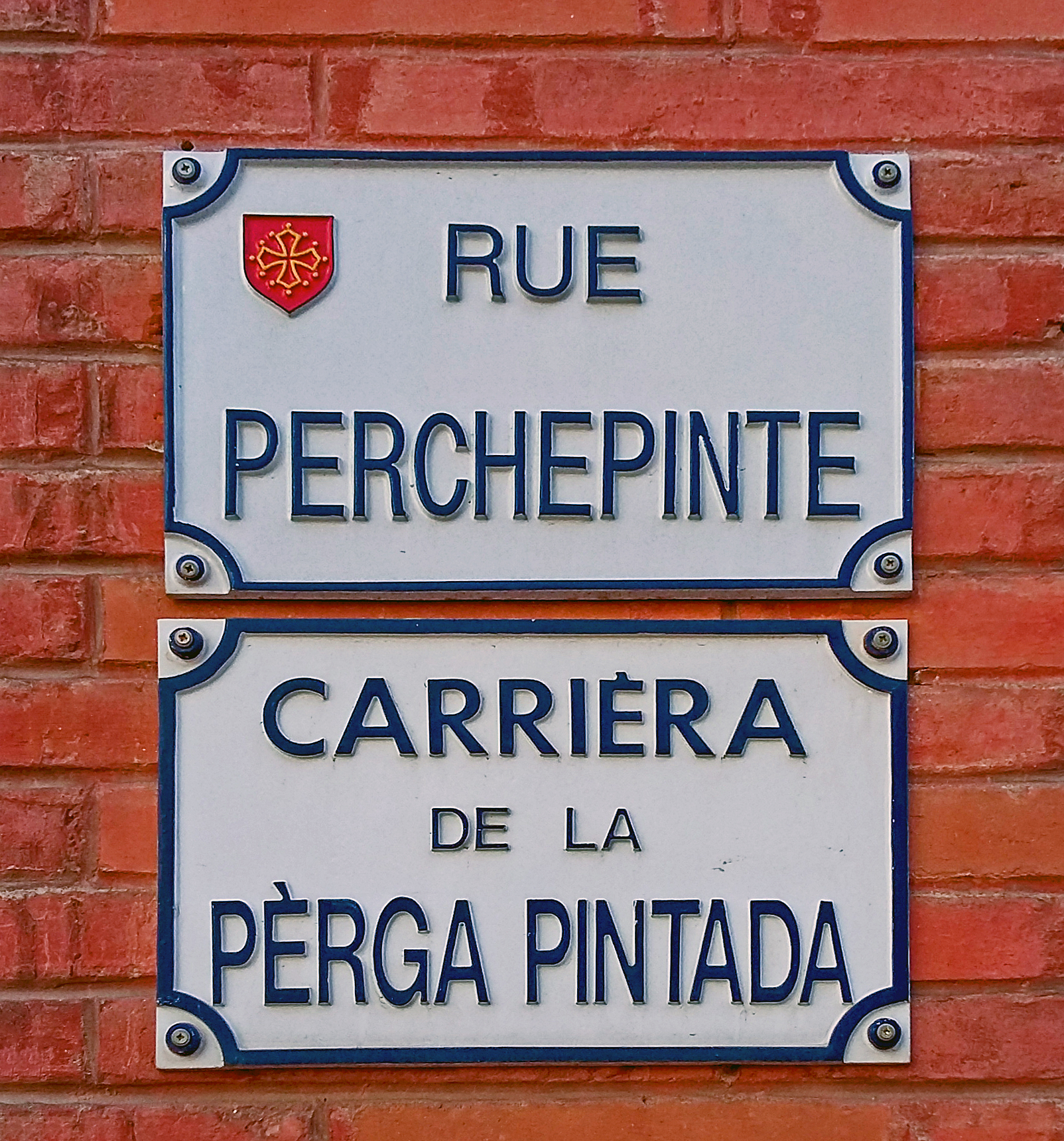
Plaques de rue en français et en occitan.

Le nom de la rue Perchepinte lui vient d'une perche à bascule (canlèva ou caplèva en occitan) qui servait à puiser l'eau du puits Doux, un puits à balancier qui se trouvait au centre de la petite place Perchepinte, au carrefour des rues Perchepinte, Espinasse, Nazareth, de la Pleau et Mage. Comme cette perche (pèrga ou pèrja en occitan) était peinte (pintada en occitan), la place et la rue reçurent dans la première moitié du XVIe siècle le nom de « Perge-Pinte », francisé en « Perchepinte » dans la deuxième moitié de ce siècle,.
Au Moyen Âge, la rue Perchepinte portait des noms différents. Comme la place Perchepinte était connue au début du XIVe siècle comme la place du Puits-Doux, la première partie de la rue Perchepinte, de cette place à la rue Neuve, était également désignée comme la rue du Puits-Doux (carraria Puthei Dulci en latin médiéval, carriera del Potz Dotz en occitan). Ce n'est qu'au XVIe siècle qu'apparut le nom de Perchepinte. La deuxième partie de la rue, entre la rue Neuve et la place Saintes-Scarbes, porta en revanche les mêmes noms que cette place et l'actuelle rue Pierre-de-Fermat : elle fut la rue de l'Orme-des-Saintes-Carbes au milieu du XIVe siècle, puis simplement la rue Saintes-Carbes au début du siècle suivant et enfin, par déformation, la rue Saintes-Scarbes au XVIIIe siècle. En 1794, pendant la Révolution française, les deux rues Perchepinte et Saintes-Scarbes furent renommées ensemble rue Unité, mais cette appellation ne subsista pas, et elles devinrent ensemble la rue Perchepinte,.

## Histoire

### Moyen Âge et période moderne
Au Moyen Âge, la rue Perchepinte appartient au capitoulat de Saint-Étienne. Au carrefour de la rue Vélane se trouvait une croix de carrefour, la croix de Dame Vélane, qui marque la limite du capitoulat de la Pierre et du capitoulat de Saint-Étienne,. On trouve dans la rue, sur la petite place que forme le carrefour de cette rue avec la rue Mage des Affachadous (actuelle rue Mage), comme dans de nombreuses places ou rues de la ville, un puits utilisé par les habitants du quartier. C'est ce « puits doux », d'eau douce potable, qui donne son nom à la rue. Il est, probablement au XVIe siècle, surmonté d'un pilier de bois à l'extrémité duquel est fixée une perche faisant bascule.
À la fin du XVe siècle, la rue semble délaissée et un certain nombre de maisons sont en ruines. Progressivement, à la fin de ce siècle et au siècle suivant, plusieurs immeubles sont construits, principalement en corondage (actuels no 5 à 9, 13 et 17 ; 6 et 8). On y trouve des artisans, tel le peintre de l'Hôtel-de-Ville, Serve Cornouaille, locataire d'une maison de la rue au milieu du XVIe siècle (emplacement de l'actuel no 2). Une demeure se distingue par sa construction maçonnée en brique, probablement pour une personnalité de la noblesse locale (actuel no 11).
Au cours du XVIIe siècle et du XVIIIe siècle, l'aristocratie toulousaine se fait plus nombreuse, particulièrement les parlementaires, profitant du développement du quartier, et fait édifier de nouveaux immeubles. Les premières façades sont élevées au XVIIe siècle (actuels no 23 et 25 ; 4, 12, 16). Les constructions se poursuivent au XVIIIe siècle (actuels no 1, 3, 15, 19, 21 et 29 ; 14, 18 à 22), parmi lesquelles se distingue un imposant hôtel particulier, construit peu après 1776 pour le marquis Guillaume de Castelpers (actuel no 24).

### Époque contemporaine
Au XIXe siècle, la municipalité projette, dans son plan d'assainissement de la ville, d'élargir la rue Perchepinte, mais la rue n'est que peu concernée par ces travaux, car les constructions nouvelles sont rares (actuel no 8). En 1907, l'incendie d'un immeuble (actuel no 2), permet l'agrandissement du couvent des Dominicains.

## Patrimoine et lieux d'intérêt

### Hôtel de l'Archevêché

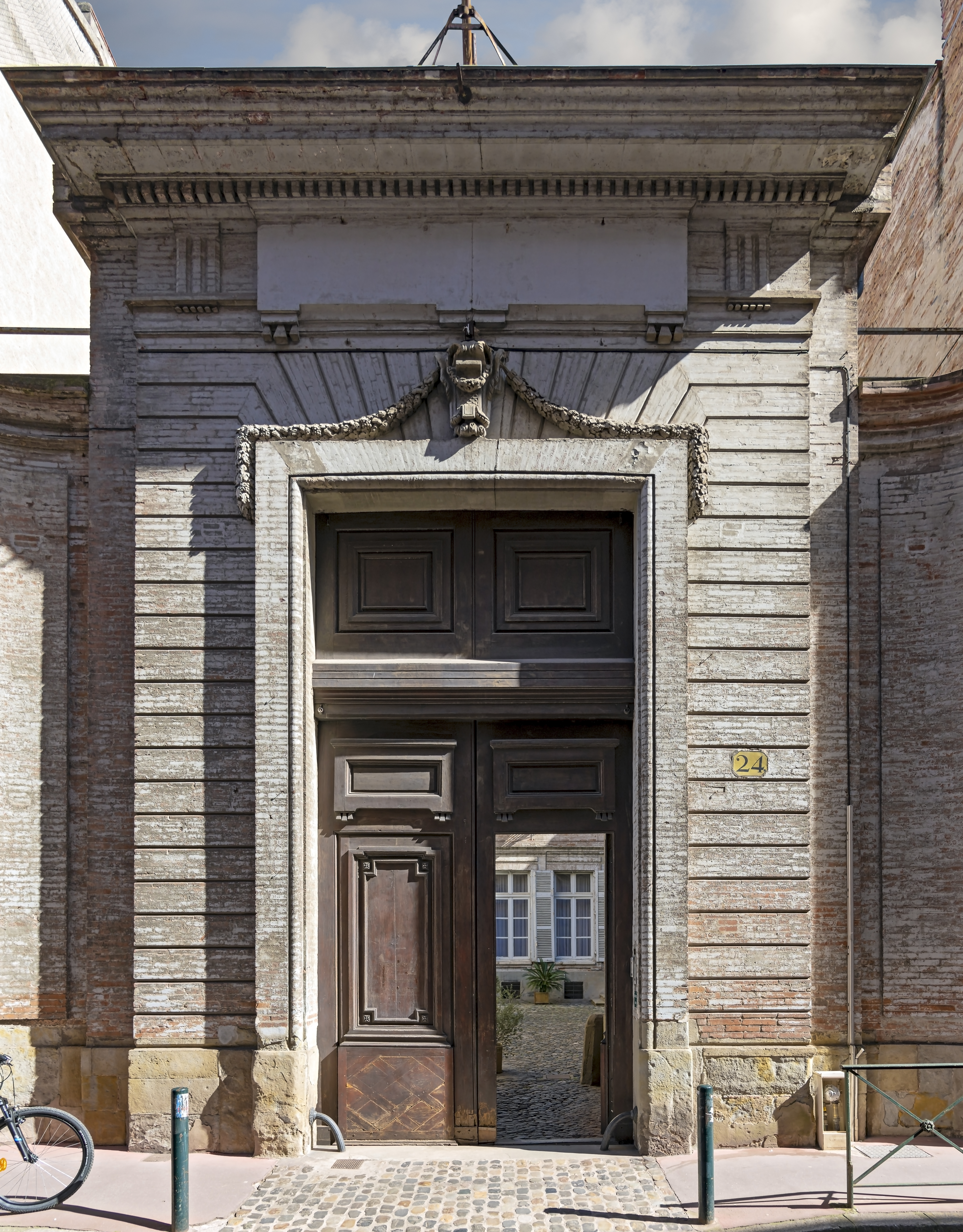
no 24 : porche par Hyacinthe de Labat de Savignac.

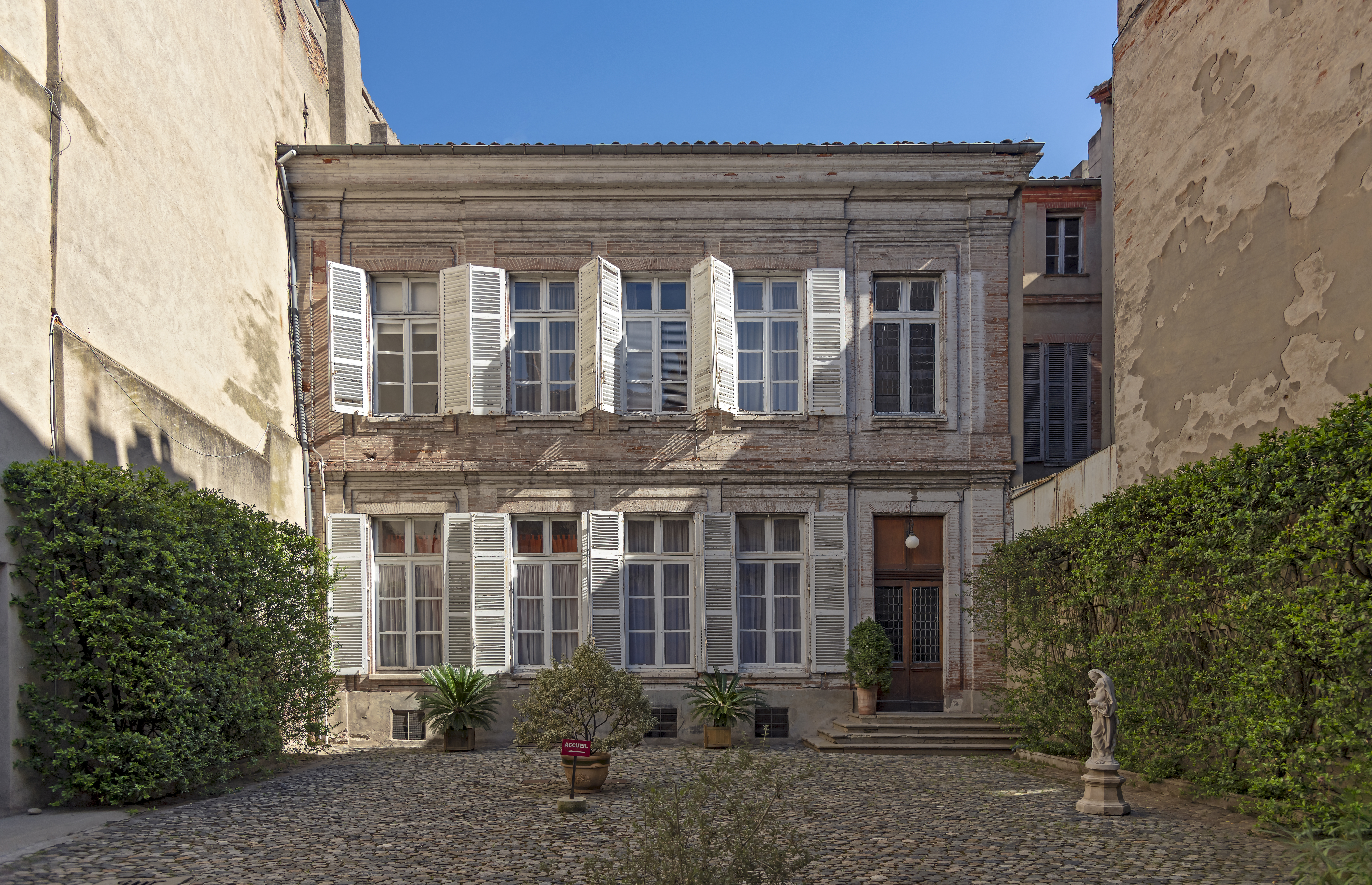
no 24 : cour intérieure.

C'est à la fin des années 1770, probablement peu après 1776, que Guillaume de Castelpers, marquis de Castelpers et vicomte d'Ambialet, fait construire un hôtel particulier. Il vient en effet de vendre un hôtel voisin (actuel no 1 place Saintes-Scarbes), rénové vers 1771 dans le goût néoclassique. En 1906, après la loi de séparation de l’Église et de l’État qui lui a fait quitter l'hôtel du Premier Président (actuel Palais consulaire, no 6 rue Croix-Baragnon), il est acheté par l'archevêque de Toulouse, Jean-Augustin Germain. Toutefois, il n'est véritablement occupé qu'à l'arrivée de son successeur, Jules-Géraud Saliège, en 1928.
L'hôtel particulier s'organise entre cour et jardin. Il est séparé de la rue par un portail monumental dont le dessin serait dû à l'architecte Hyacinthe de Labat de Savignac. Il ouvre sur un passage couvert qui donne accès à un petit logement. Dans la cour d'honneur, les corps de bâtiment s'organisent selon un plan en U irrégulier. Au fond de la cour, la façade est longue de cinq travées et se développe sur trois niveaux : sous-sol, rez-de-chaussée surélevé et un étage. Les trois travées centrales sont mises en valeur par un léger ressaut. Les fenêtres sont rectangulaires, celles du 1er étage ont des garde-corps en fer forgé. Du côté du jardin, les élévations présentent les mêmes caractéristiques architecturales. Les fenêtres sont surmontées d'un larmier qui rejoint l'allège des fenêtres du 1er étage. Un entablement surmonté d'une large corniche couronne les élévations.

### Établissement privé Saint-Thomas-d'Aquin
L'établissement privé Saint-Thomas-d'Aquin regroupe une école maternelle, une école élémentaire et un collège. Il occupe un vaste quadrilatère entre la grande-rue Nazareth (actuel no 40) et la rue Perchepinte (actuels no 2-4) à l'ouest, la rue Espinasse au sud, et la rue Vélane au nord (actuels no 2-4).
En novembre 1905, Hortense-Marie-Germaine Espirac, dite « Mme Bertrand », ouvre une pension pour jeunes filles dans un immeuble de la grande-rue Nazareth (actuel no 40). Elle s'associe aux sœurs du Saint Nom de Jésus, une congrégation féminine liée à l'ordre des Dominicains : établies depuis 1827 dans l'hôtel de Boissy (actuel no 8 rue des Régans), elles avaient été expulsées par la loi de 1905. En 1953, la pension Bertrand se transforme. Alors qu'une nouvelle école est aménagée au nord de Toulouse, à Seilh (actuel ensemble scolaire de l'Annonciation, no 7 chemin de Percin), la pension Bertrand prend le nom de Cours Saint-Thomas-d'Aquin.
L'établissement occupe divers immeubles des XVIIe et XXe siècles.

### Immeubles
- no  3 : immeuble. 
La façade sur rue de l'immeuble est élevée au XVIIIe siècle, dans un style caractéristique de l'architecture néo-classique toulousaine, lorsque deux maisons plus petites sont réunies, peut-être pour le droguiste Jean-Jacques Desazars qui y habite en 1728. Elle est large de cinq travées et s'élève sur trois étages décroissants. Au rez-de-chaussée, la porte centrale, surmontée d'une fenêtre d'imposte, est encadrée par deux grandes arcades de boutiques segmentaires. Aux 1er et 2e étages, les fenêtres sont segmentaires et surmontées d'une corniche. Celles du 1er étage ont des balconnets moulurés et des garde-corps en fer forgé. Les étages sont séparés par des cordons de brique qui courent au niveau des corniches des fenêtres. La façade est couronnée par une corniche moulurée[13].

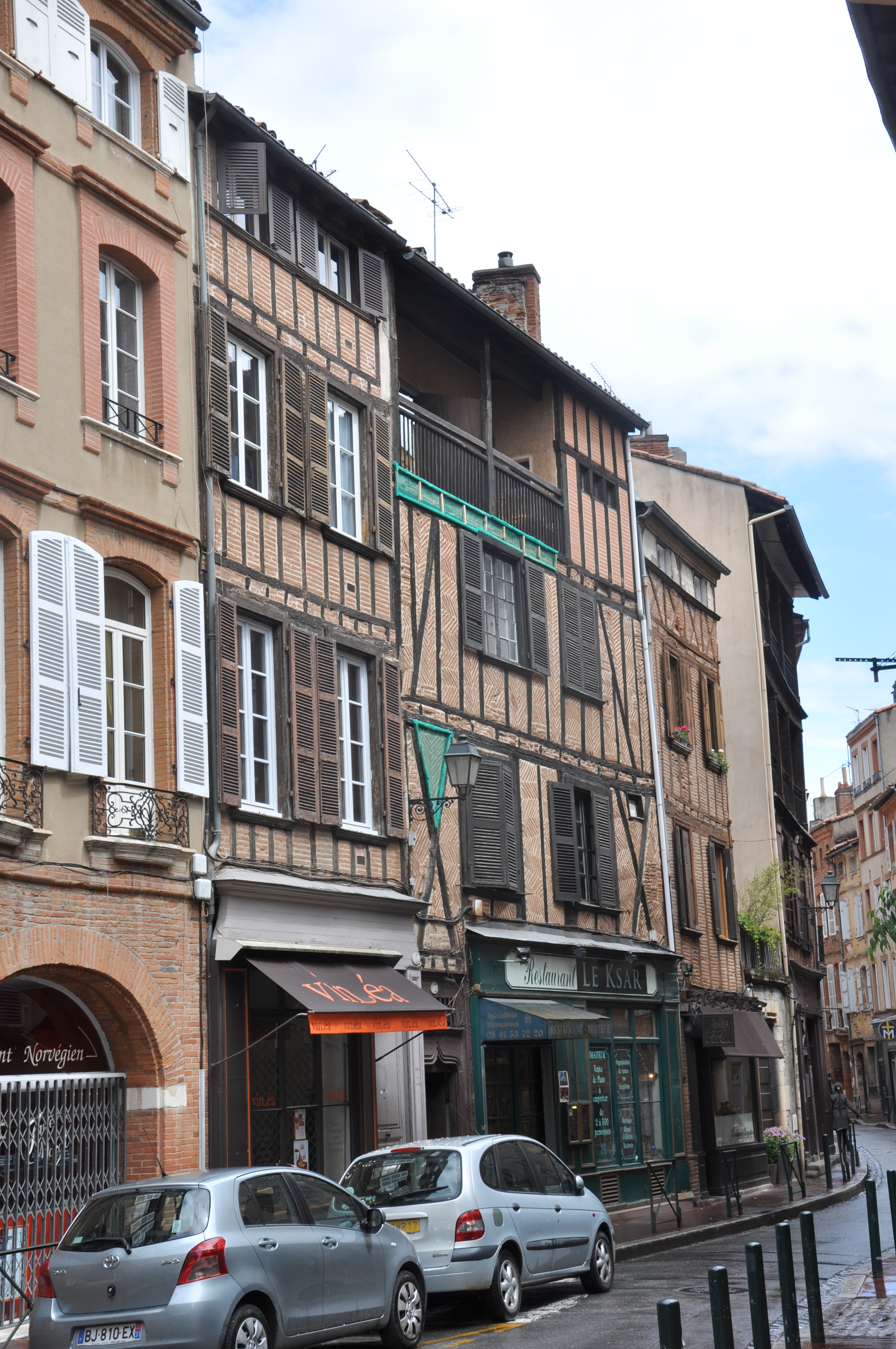
no 5 à 9 : façades des immeubles en corondage.

- no  5 : immeuble en corondage. 
L'immeuble, de la fin du XVe siècle ou du début du XVIe siècle, est construit en pan de bois. Large de deux travées, il s'élève sur deux étages carrés et un étage de comble. Malgré l'absence d'ornement, les appuis des fenêtres sont moulurés[14].

- no  6 : immeuble en corondage. 
L'immeuble est construit à la fin du XVe siècle ou au début du XVIe siècle. Large de deux travées, il s'élève sur quatre étages. Aux étages, le pan de bois est recouvert d'enduit. Le dernier étage a été ajouté est en retrait par rapport à la façade et fermé par un garde-corps en fer forgé[15].

- no  7 : immeuble en corondage. 
L'immeuble est construit à la fin du XVe siècle ou au début du XVIe siècle en pan de bois, tandis que le hourdis est en brique. Large de deux travées, il s'élève sur trois étages. Au rez-de-chaussée, la porte d'entrée conserve des moulures et des filetages et est surmontée d'une accolade gothique. Aux étages, la variété de la disposition des briques permet d'animer et d'embellir la façade. Au 3e étage, un garde-corps en bois ferme la loggia[16].

- no  9 : immeuble en corondage. 
L'immeuble est construit en corondage hourdé en brique à la fin du XVe siècle ou au début du XVIe siècle. Large de deux travées, il s'élève sur deux étages carrés et un étage de comble qui était ouvert, mais fermé lors d'un remaniement, probablement au XIXe siècle. Le pan de bois des deux étages est en grille, tandis que celui du comble est en croix de Saint-André[17].

- no  11 : immeuble. 
L'immeuble, construit au XVIe siècle, particulièrement étroit, puisqu'il n'est large que d'une travée, s'élève en retrait par rapport à la rue. La porte ouvrant sur le passage qui donne accès au fond de parcelle est de style gothique : l'accolade qui la décore est ornée d'un blason intact. La porte est surmontée d'un garde-corps en fer forgé à motifs géométriques d'une grande simplicité[17].

- no  12 : immeuble. 
L'immeuble est construit à la fin du XVIIe siècle ou au début du XVIIIe siècle. Il est habité, à la fin de ce siècle, par Jean-François de Savy de Gardeil, conseiller au parlement de 1760 à 1790. Il s'élève sur deux étages carrés et un comble à surcroît, séparés par des cordons de briques qui passent au niveau des appuis des fenêtres et des corniches qui les surmontent. Au rez-de-chaussée, la porte cochère, dont les piédroits sont en pierre, est en plein cintre et surmontée d'une corniche à denticules. Un écusson sculpté en pierre, dont le blason a été martelé, est situé à droite de la porte cochère. Aux deux premiers étages, les fenêtres segmentaires sont surmontées de corniches. Celles du 1er étage ont des balconnets pourvus de garde-corps en fer forgé[18].

- no  13 : immeuble en corondage. 
L'immeuble est construit, à la fin du XVe siècle ou au début du XVIe siècle, en pan de bois hourdé de brique. Large de trois travées, il s'élève sur trois étages carrés. Le rez-de-chaussée est caché par une devanture de boutique en bois rythmée par de fins pilastres. Au 1er étage, les fenêtres rectangulaires ont été agrandies au XVIIe siècle. Aux 2e et 3e étages, un garde-corps en bois ferme les loggias. Sur la cour intérieure, l'escalier en bois à balustres a été installé au XVIIe siècle[19].

- no  17 : immeuble en corondage. 
L'immeuble, de la fin du XVe ou du début du XVIe siècle, est construit en pan de bois. Large de deux travées, il s'élève sur trois étages. Aux étages, le pan de bois est recouvert d'enduit[20].

- no  19 : immeuble. 
L'immeuble est construit au cours du XVIIIe siècle. Il se développe sur cinq niveaux : un rez-de-chaussée, trois étages décroissants et un niveau de comble. Au rez-de-chaussée, la porte latérale est surmontée par une imposte en fer forgé. Les étages sont séparés par des cordons très moulurés. Des tables sont situées entre les fenêtres rectangulaires. Celles du 1er étage ont des appuis en pierre et des garde-corps en fer forgé. La corniche moulurée qui couronne la façade est large et débordante[21].

- no  20 : immeuble. 
L'immeuble est construit dans la première moitié du XVIIIe siècle. Il se développe sur trois étages décroissants. Au rez-de-chaussée, la porte latérale est surmontée par une corniche. Les étages sont séparés par des cordons. Les fenêtres du 1er étage ont des appuis moulurés en pierre et des garde-corps en fer forgé[22].

- no  22 : immeuble. 
L'immeuble est construit dans la première moitié du XVIIIe siècle. Il se développe sur trois étages. Au rez-de-chaussée, la porte latérale en plein cintre et surmontée d'une imposte en fer forgé, et les arcades de boutique, également en plein cintre, reposent sur un solin en pierre de taille. Les étages sont décroissants et sont percés de fenêtres segmentaires surmontées d'une corniche et dont les jambages se poursuivent légèrement sous l'appui. Celles du 1er étage ont des garde-corps en fer forgé. L'élévation est couronnée par une large corniche débordante[23].

- no  26 : immeuble. 
L'immeuble est construit au XVIIIe siècle. L'élévation compte trois travées et se développe sur quatre niveaux. Au rez-de-chaussée, la porte latérale en plein cintre est surmontée d'une imposte en fer forgé. Les trois étages sont décroissants et percés de fenêtres segmentaires dont les appuis moulurés sont en pierre. Celles du 1er étage ont des garde-corps en fer forgé.

- no  29 : immeuble. 
L'immeuble présente une façade néo-classique de la fin du XVIIIe siècle ou du début du siècle suivant. L'élévation symétrique compte trois travées et se développe sur quatre niveaux. Au rez-de-chaussée la porte est centrale, surmontée par une imposte en fer forgé. Elle est encadrée par une porte cochère à droite et une baie remaniée et transformée en fenêtre à gauche. Les étages sont décroissants et percés de fenêtres rectangulaires. Celles du 1er étage sont dotées de garde-corps en fer forgé à ornements géométriques. Des motifs de table ornent les assises des fenêtres. La façade est couronnée d'une corniche à modillons[24].

## Personnalité
- Jules de Lahondès (1830-1914) : historien, président de la Société archéologique du Midi de la France, il était né à Albi. Il mourut à son domicile, dans un immeuble de la rue Perchepinte (actuel no 14)[25].